# Май-Маєвський Володимир Зенонович
Володимир Зенонович (Зиновійович) Май-Маєвський (15 (27) вересня 1867, Могильовська губернія, Російська імперія — 12 листопада 1920, Севастополь, мілітарна квазідержава Південь Росії) — воєначальник Російської імператорської армії і Білого руху, генерал-лейтенант Генерального штабу.

## Біографія

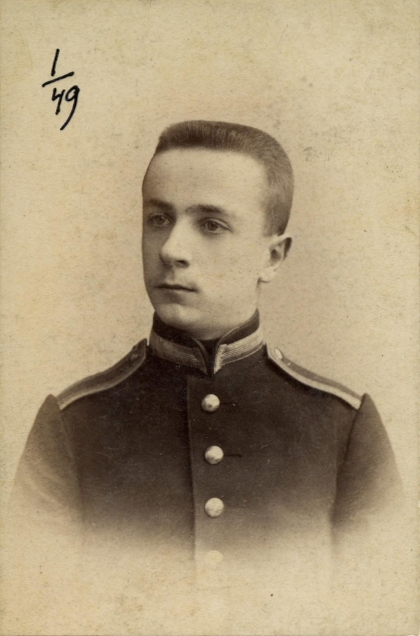
Май-Маєвський в кадетські роки

Народився в родині дрібних шляхтичів Могильовської губернії. Закінчив 1-й Кадетський корпус (1885) і Миколаївське інженерне училище (1888) в Санкт-Петербурзі, випущений підпоручиком в 1-й саперний батальйон, потім був переведений в Лейб-Гвардії Ізмайловський полк з тим же чином і старшинством.
Закінчив Миколаївську академію Генерального штабу по першому розряду в 1896 у, з перейменуванням з штабс-капітан а гвардії в капітани Генерального штабу.
Учасник Російсько-японської і Першої світової воєн (начальник штабу піхотної дивізії, корпусу, піхотної дивізії, командир 1-го гвардійського корпусу).
Навесні 1918 року втік на Дон і вступив рядовим в Дроздовську дивізію Добровольчої армії. Начальник тієї ж дивізії (з 05.01.1919; наказ Гл-ного ЗСПР № 27; замість померлого Ген-майора М. Г. Дроздовського). Одночасно начальник Донецького загону (січень-травень 1919). Командир 2-го арм. корпусу (з 12.02.1919; наказ Глав-ного ЗСПР № 268). Ген-лейтенант (пр. 09.03.1919; наказ Головкому ЗСПР № 428; за бойові відзнаки). Командувач Добровольчої армії (з 22.05.1919 створеної на базі Донецької групи). 27.11.1919 за гулянки та пияцтво звільнений у відставку.
Після невдалого наступу у жовтні і листопаді був звільнений. На його місце був призначений генерал барон П. М. Врангель. В 1920 році Врангель повернув Май-Маєвського в армію. Під час оборони Криму керував тиловими частинами та гарнізонами Російської армії.
За однією з версій, застрелився під час евакуації Білої армії з Севастополя 13 листопада 1920, за іншою — помер від розриву серця в одній з лікарень Севастополя або на шляху до корабля для евакуації.
Згідно з радянською книгою 1967 року про громадянську війну, 3 серпня 1919 року Май-Маєвський видав наказ про заборону публічних шкіл з українською мовою навчання.

## Нагороди
- Орден Святого Станіслава 3-го ступеня (1900)
- Орден Святої Анни 3-го ступеня (1904)
- Орден Святого Станіслава 2-го ступеня (1906)
- Орден Святої Анни 2-го ступеня (1907)
- Орден Святого Володимира 4-го ступеня (28.02.1910)
- Орден Святого Володимира 3-го ступеня (21.03.1913)
- Георгієвська зброя (11.04.1915)
- Орден Святого Станіслава 1-го ступеня з мечами (12.06.1915)
- Орден Святої Анни 1-го ступеня з мечами (3.10.1915)
- Орден Святого Георгія 4-го ступеня (20.11.1915)
- Орден Святого Володимира 2-го ступеня з мечами (5.04.1916)
- Мечі до ордену Святого Володимира 3-го ступеня (7.07.1917)
- Георгієвський хрест 4-го ступеня з лавровою гілкою (1917)
- Британський орден Святого Михайла і Святого Георгія (1919)

## Родинні зв'язки
Племінниця Віра Валер'янівна Май-Маєвська була дружиною полярного дослідника Георгія Сєдова.

## У мистецтві

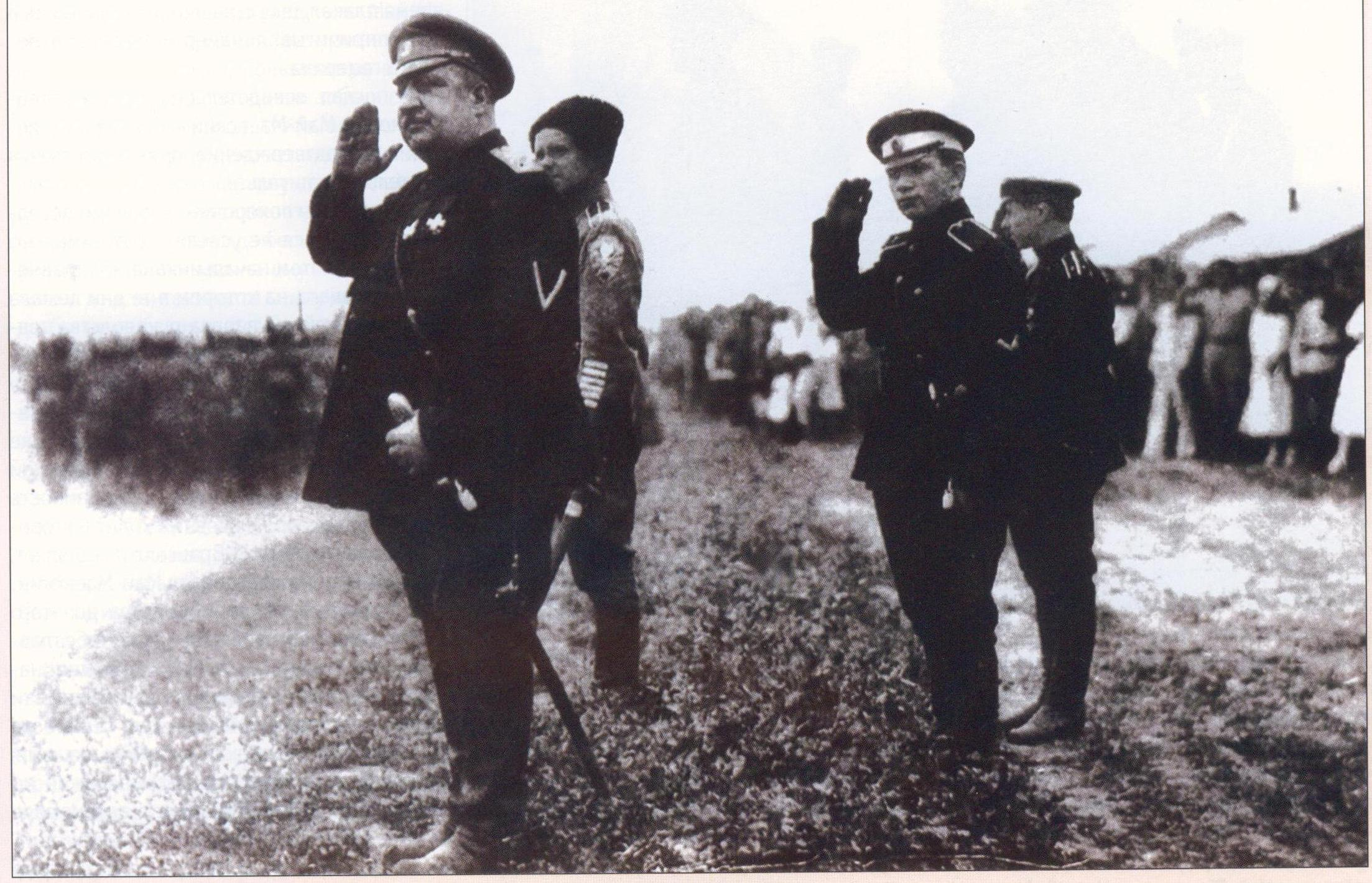
Командувач армією генерал Май-Маєвський (на передньому плані) і його ад'ютант (червоний розвідник) капітан Макаров (третій зліва). Ростов, 1919

Образ генерала Май-Маєвського створений в радянському кінофільмі «Ад'ютант його високоповажності». Роль командувача Володимира Зеноновича Ковалевського виконав Владислав Стржельчик. У фільмі також відображені реальні події на фронті, яким командував генерал.